# Bacia de Eromanga
A Bacia de Eromanga é uma extensa bacia sedimentar do Mesozoico, localizada na Austrália central e setentrional. Cobre parte de Queensland, Território do Norte, Austrália Meridional, e Nova Gales do Sul, e é um componente importante da Grande Bacia Artesiana.